# 博爾斯卡河
46°14′31.36″N 15°06′51.24″E / 46.2420444°N 15.1142333°E

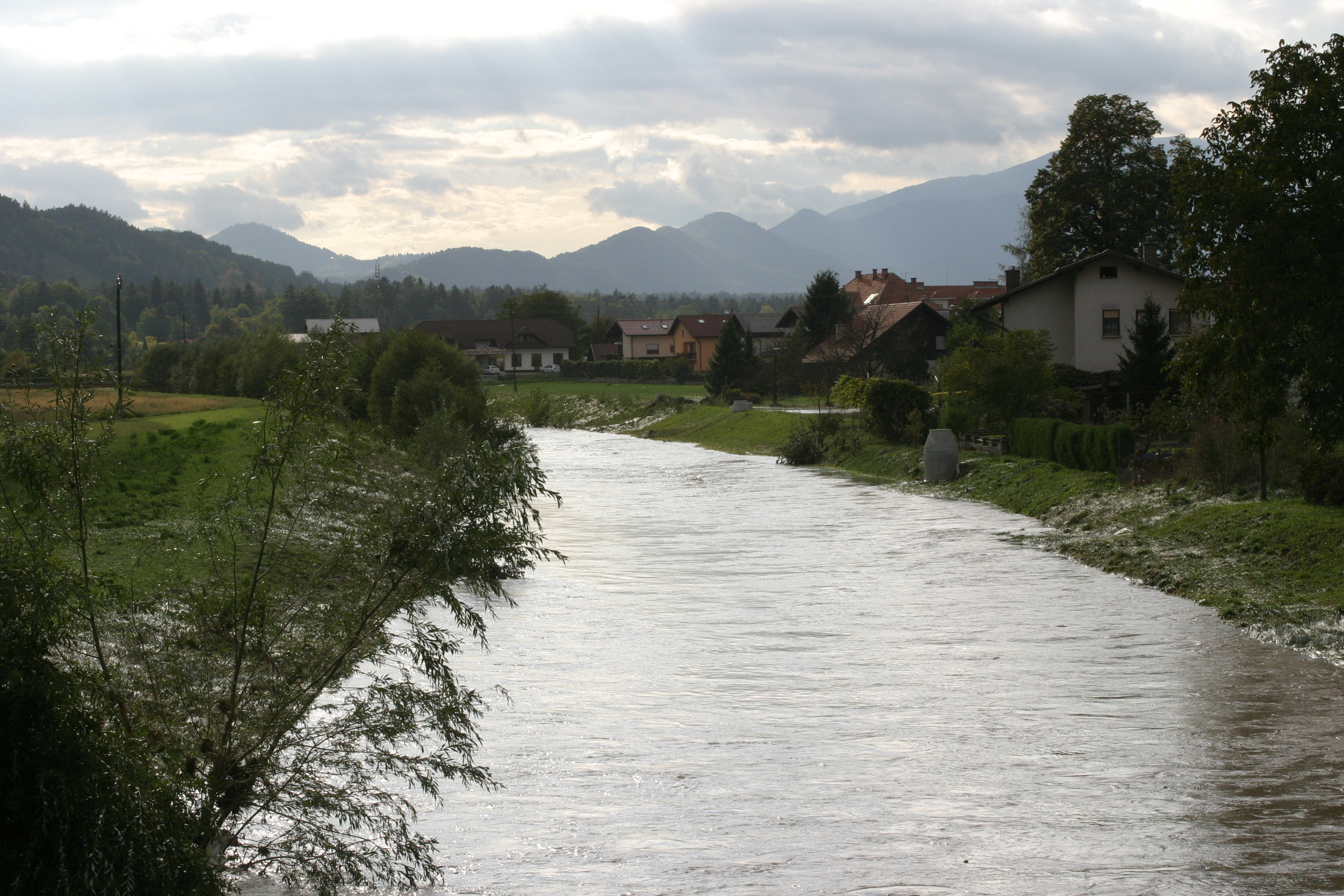

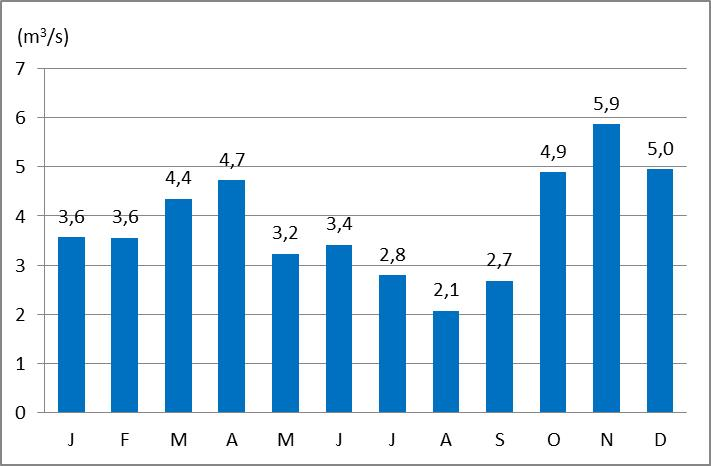

博爾斯卡河，是斯洛文尼亞的河流，位於該國中部，屬於薩維尼亞河的右支流，河道全長32公里，流域面積190平方公里，平均流量每秒3.84立方米。